# 鮮味劑
鮮味劑，煮菜等調理食物時，所加入用以增加食物風味的調味品，其來源可能為人工合成或是以其他的食材精製而成。
常見的鮮味劑除了味精、高湯塊之外，還有蠔油、雞粉（雞精）、魚露、蝦醬、香菇精、柴魚、烤肉醬、醬油、各種速食麵的調味包等。主要的成份多是一些合成胺基酸，且上列的鮮味劑常有極高量的鹽份。
較受矚目的時這些鮮味劑常被過度使用，因為主成份為不必需胺基酸，過量攝取後，因為這些胺基酸具很強的吸水性，吃了後會很口渴，且會造成腎的負擔。
若要避免人工鮮味劑，可利用如大骨頭、昆布熬湯，就是最好用的天然鮮味劑；也可以用高麗菜、香菇、洋蔥、玉米、甘蔗頭等熬湯。